# 大原記念労働科学研究所
公益財団法人大原記念労働科学研究所（こうえきざいだんほうじん おおはらきねんろうどうかがくけんきゅうじょ）は、労働者の労働条件・労働環境改善の研究を行っている研究機関。2021年で創立100年を迎えた。元文部科学省所管。

## 概要
産業界の健全な発展、働くすべての人の安全と健康、働きがいのある人間らしい仕事を支える学術・技術応用分野におけるニーズを的確にとらえようと試み、基礎データづくり、問題解決のための方法とツールの開発・提供を継続して行い、安全・安心で、豊かな労働生活づくりへ貢献している。

## 沿革

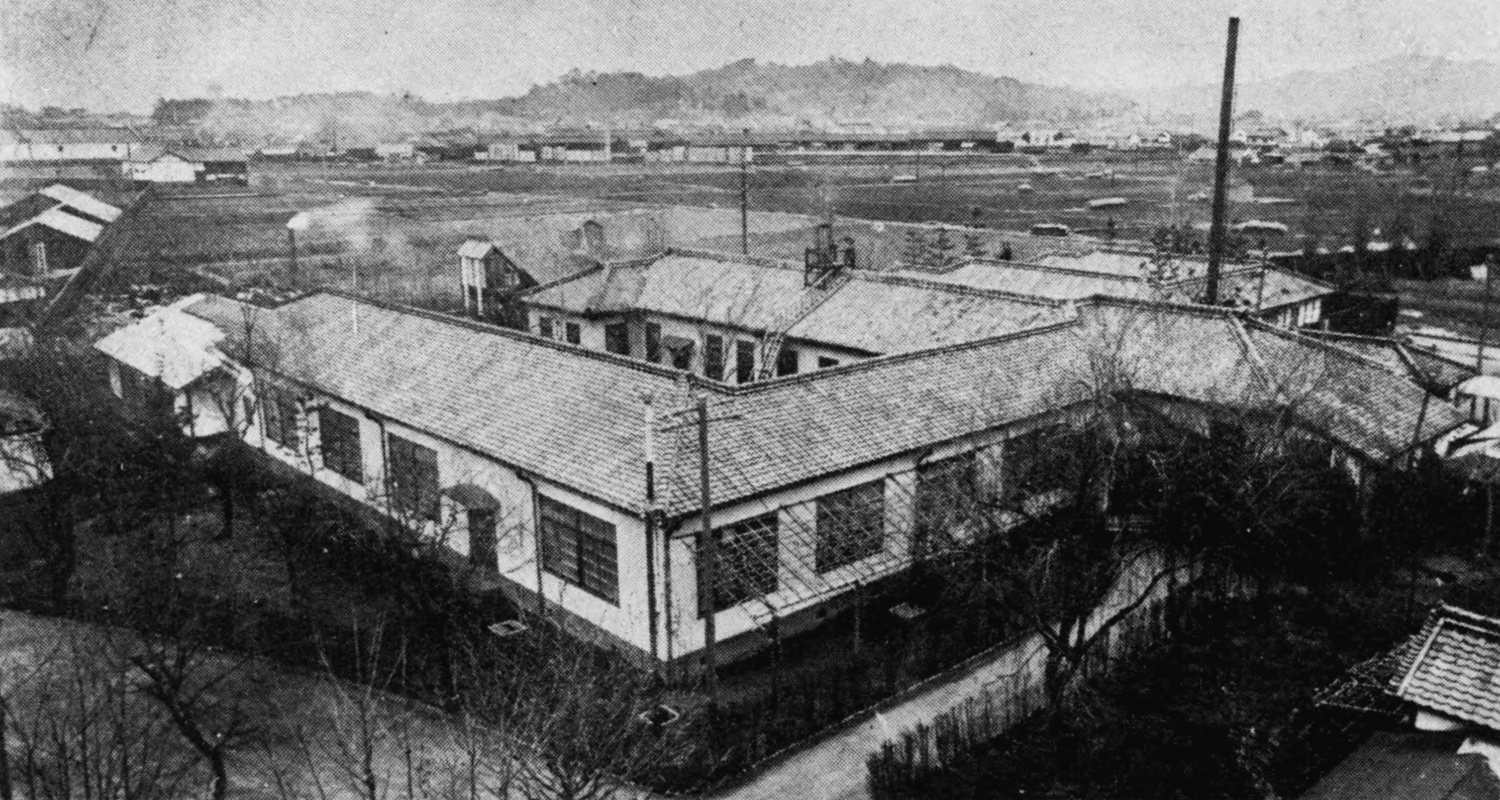
倉敷労働科学研究所（1934年）

倉敷紡績社長の大原孫三郎が、大原社会問題研究所員の暉峻義等の助言により同所の労働衛生部門を独立させ、1921年7月に岡山県都窪郡万寿村の倉敷紡績万寿工場内に「倉敷労働科学研究所」として設立したのが始まりである。大原は私財を投じて大原社研のほか大原農業研究所や、倉敷中央病院、石井記念愛染園などを設立するほか、石井十次の岡山孤児院を支援した慈善活動家でもあった。
研究所はその後、倉紡から独立して東京に移転し財団法人日本労働科学研究所と改称、さらに第二次世界大戦中には大日本産業報国会の管轄となり、戦後に労働科学研究所に改称して神奈川県川崎市菅生に移転した。そして現在に至るまで各産業界や個人の支持を得て、独立した民間研究機関として研究活動を継続している。
2012年4月1日、公益財団法人へと移行した。
2015年9月7日、現所名に改称し、渋谷区千駄ヶ谷に移転した。
2019年3月11日、東京都新宿区百人町の桜美林大学新宿キャンパス1F共同研究センター内に移転した。

## 活動
研究分野は、医学、心理学、工学、社会科学などの多岐に渡り、それぞれを専門とする研究者が共同で研究、その成果を機関誌『労働科学』、『労働の科学』やハンドブックなどとして発表している。
世界中には労働安全衛生に関する研究所や関連機関が数多く存在するが（米国NIOSH/OSHA、欧州EU-OSHA、フィンランドFIOH、日本J-NIOSH/厚労省等）、その多くは公的機関であり、当該分野における民間の研究機関は世界的にもほとんどない。民間研究所として維持されているのは、労働科学研究所の設立趣旨に賛同し、支援を続けている維持会員企業と個人会員の見識の高さ、設立90年以上を経てもなお、時代のニーズに合わせて研究活動を続けている研究者らの努力によるものといえる。
2008年には法政大学大原社会問題研究所、倉敷中央病院、大原美術館、岡山大学資源植物科学研究所（旧大原農業研究所）、公益財団法人有隣会とともに大原ネットワークを結成し、大原孫三郎に関する情報共有と相互の活動支援を行っている。
2011年11月18日には、創立90周年記念特別企画「発展する労働科学と社会貢献」が霞が関ビル35階東海大学校友会館で行われた*創立90周年記念特別企画（秋期）。

## 組織
- 理事長：濱野潤[3]
- 所在地[4]

本部：〒151-0051 東京都渋谷区千駄ヶ谷1-1-12　桜美林大学内3F
研究拠点：〒169-0073 東京都新宿区百人町3-23-1　桜美林大学新宿キャンパス1F 共同研究センター内
- 設立：1921年（大正10年）7月1日
- 研究者数：常勤13名（2015年現在）非常勤・嘱託87名

## 労働科学研究所維持会
労働科学研究所を支えている企業や個人は労働科学研究所維持会に所属し、年会費を支払うことで労働科学研究所が行うセミナーが無料で受講できるほか、雑誌「労働の科学」、学術誌「労働科学」が無料で送付され、ほか産業安全保健に関する最新の情報を維持会員間で共有することができる。